# Eternal Sunshine
Eternal Sunshine е седмият студиен албум на американската певица Ариана Гранде. Издаден е на 8 март 2024 г. от Republic Records. Написан и продуциран от Гранде, Макс Мартин, Иля Салмензаде и Оскар Йорес. Eternal Sunshine е поп и R&B албум с влияния от денс музиката, особено синтпоп и хаус, характеризиращ се със среднотемпови синтезатори, фини китарни и струнни елементи.
Гранде извлича името на албума от американския филм от 2004 г. „Eternal Sunshine Of The Spotless Mind“. След издаването си албумът получава висок рейтинг от критиците за сдържаните си вокали и музика, както и за емоционалната уязвимост на темата, докато някои критикуват писането на песни като нерафинирано. „Eternal Sunshine“ и синглите му са номинирани за три награди „Грами“, включително за най-добър поп вокален албум.
В Съединените щати албумът отваря на първо място в Billboard 200, отбелязвайки шестото ѝ номер едно в класацията, като същевременно всички негови песни попадат в Billboard Hot 100. От албума са издадени три сингъла; първите два, „Yes, And?“ и „We Can't Be Friends (Wait for Your Love)“, дебютират под номер 1 на Hot 100, което прави Гранде жената с най-много дебюти под номер едно и първата жена с два албума, която създава множество дебюти под номер едно в САЩ. „Eternal Sunshine" оглавява класациите в Европа, Азия и Северна и Южна Америка.

## Списък с песните

### Оригинално издание
1. „Intro (End of the World)“
2. „Bye“
3. „Don't Wanna Break Up Again“
4. „Saturn Returns Interlude“
5. „Eternal Sunshine“
6. „Supernatural“
7. „True Story“
8. „The Boy Is Mine“
9. „Yes, And?“
10. „We Can't Be Friends (Wait for Your Love)“
11. „I Wish I Hated You“
12. „Imperfect for You“
13. „Ordinary Things“ (с Nonna)

### “Slightly deluxe“ издание
1. „Supernatural“ (remix; с Трой Сиван)
2. „Imperfect for You“ (акустика)
3. „True Story“ (акапела)
4. „Yes, And?“ (remix; with Марая Кери)

### “Slightly deluxe and also live“ издание
1. „The Boy Is Mine“ (remix; с Бранди и Моника)
2. „Intro (End of the World)“ (live версия)
3. „Don't Wanna Break Up Again“ (live версия)
4. „Eternal Sunshine“ (live версия)
5. „Supernatural“ (live версия)
6. „Yes, And?“ (live версия)
7. „We Can't Be Friends (Wait for Your Love)“ (live версия)
8. „Imperfect for You“ (live версия)

### "Brighter Days Ahead''издание
1. "Intro (End of the World) - Extended"
2. "Twilight zone"
3. "Warm"
4. "Dandelion"
5. "Past Life"
6. "Hampstead"